# Amphiprion
Amphiprion é um género de pequenos peixes com intensa coloração corporal pertencente à subfamília Amphiprioninae da família Pomacentridae, conhecidos e comercializados para aquariofilia sob os nomes comuns de peixe-palhaço e peixe-das-anémonas. O género inclui 30 espécies, todas com distribuição natural nos recifes coralinos dos oceanos tropicais.

## Descrição
As espécies assim designadas são nativas de uma vasta região compreendida em águas tépidas do Pacífico, coexistindo algumas espécies em algumas dessas regiões. São famosos devido à relação ecológica de protocooperação que estabelecem com as anémonas-do-mar ou, em alguns casos, com corais. As anémonas providenciam-lhes abrigo, apesar dos tentáculos urticantes aos quais são imunes, devido à camada de muco que os reveste. O peixe-palhaço esconde-se dos predadores nas anémona. Na base das mesmas, botam seus ovos, assegurando a proteção de sua prole. Em retorno, os restos do alimento do peixe-palhaço são utilizados pela anémona. Uma associação que beneficia os dois parceiros.
As populações de peixe-palhaço vivem entre grupos de anémonas-do-mar onde formam pequenas colónias. Em geral, em cada anémona existe um "harém" que consiste em uma fêmea grande, um macho menor e outros machos não reprodutivos ainda menores. Caso a fêmea seja removida, o macho reprodutor muda de sexo, num processo dito protandria, e o maior dos machos não reprodutivos torna-se reprodutivo.
Esta reversão sexual é uma transformação hormonal e ocorre em resposta à necessidade reprodutora da colónia ou do local onde se encontre o grupo.
O colorido corporal da espécie chama a atenção, tornando-a num dos peixes exóticos com maior procura para aquários. A cor laranja e as tiras brancas ou azuladas, bem como a maneira aparentemente desalinhada e desajeitada de nadar, dão sentido ao nome de peixe-palhaço.
O habitat natural da espécie são as águas das regiões pouco profundas dos mares tropicais e subtropicais, principalmente os recifes de coral do Indo-Pacífico, mas podem ser encontrados, em menor quantidade, no Mar Vermelho.

## Gêneros e espécies
Na subfamília Amphiprioninae existe 2 gêneros e 30 espécies conhecidas.

### Amphiprion:[2]
- Amphiprion akallopisos Peixe-palhaço de nariz listrado
- Amphiprion akindynos Peixe-palhaço da Grande Barreira de Coral
- Amphiprion allardi Peixe-palhaço de Allard
- Amphiprion barberi Peixe-palhaço fijiano
- Amphiprion bicinctus Peixe-palhaço do Mar Vermelho
- Amphiprion chagosensis Peixe-palhaço de Chagos
- Amphiprion chrysogaster Peixe-palhaço mauriciano
- Amphiprion chrysopterus Peixe-palhaço de barbatana laranja
- Amphiprion clarkii Peixe-palhaço de cauda amarela
- Amphiprion ephippium Peixe-palhaço de sela preta
- Amphiprion frenatus Peixe-palhaço tomate
- Amphiprion fuscocaudatus Peixe-palhaço de Seychelles
- Amphiprion latezonatus Peixe-palhaço de lábio azul
- Amphiprion latifasciatus Peixe-palhaço de Madagascar
- Amphiprion leucokranos Peixe-palhaço da Papua Nova Guiné
- Amphiprion mccullochi Peixe-palhaço de McCulloch
- Amphiprion melanopus Peixe-palhaço fogo
- Amphiprion nigripes Peixe-palhaço maldivano
- Amphiprion ocellaris Peixe-palhaço comum
- Amphiprion omanensis Peixe-palhaço de Omã
- Amphiprion pacificus Peixe-palhaço do Pacífico
- Amphiprion percula Peixe-palhaço percula
- Amphiprion perideraion Peixe-palhaço rosa
- Amphiprion polymnus Peixe-palhaço de sela
- Amphiprion rubrocinctus Peixe-palhaço australiano
- Amphiprion sandaracinos Peixe-palhaço amarelo
- Amphiprion sebae Peixe-palhaço sebae
- Amphiprion thiellei Peixe-palhaço de Thielle
- Amphiprion tricinctus Peixe-palhaço das Ilhas Marshall

### Premnas:[2]
- Premnas biaculeatus Peixe-palhaço de espinhos

## Galeria

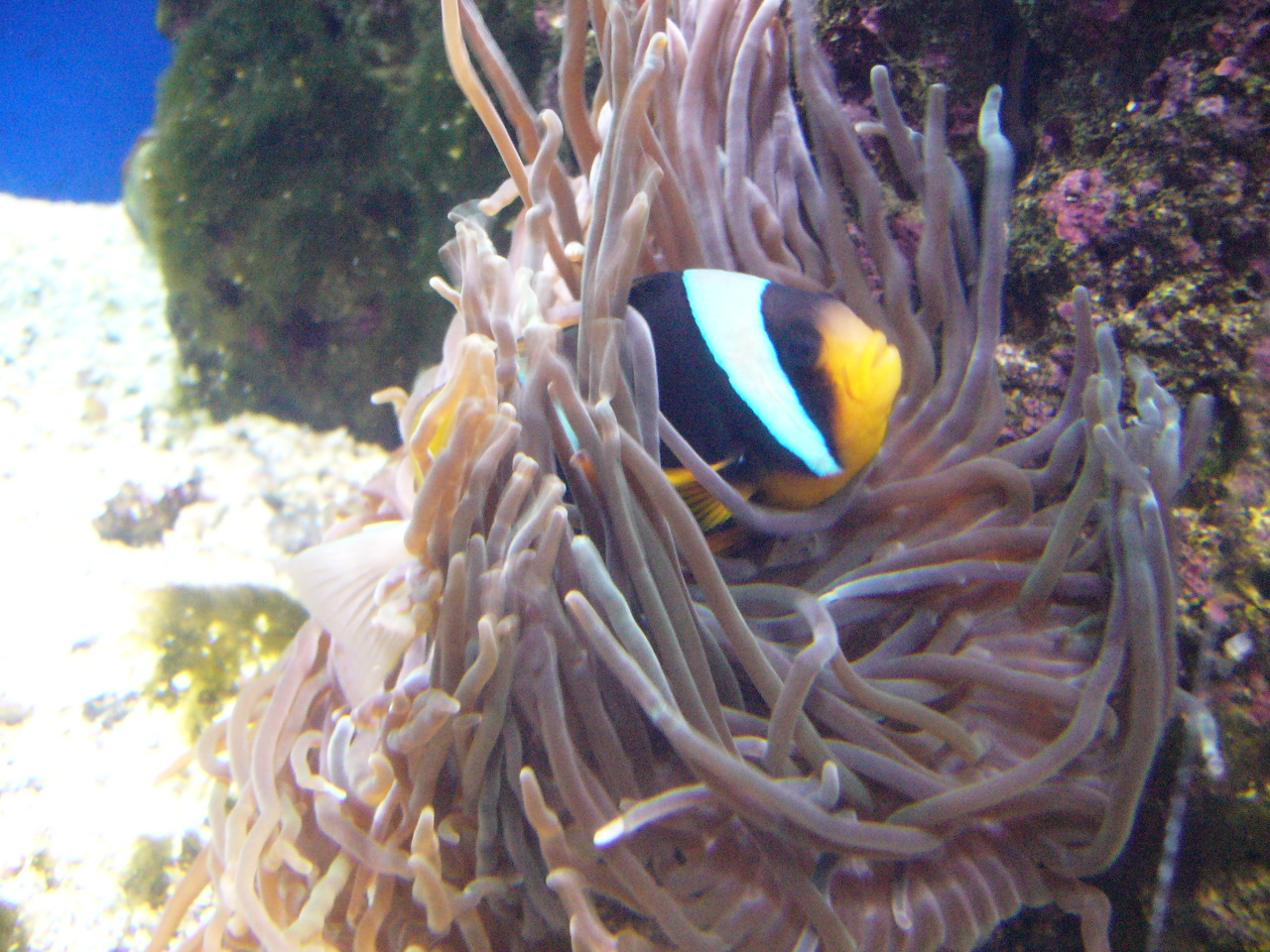
Peixe-palhaço de Allard (Amphiprion allardi).
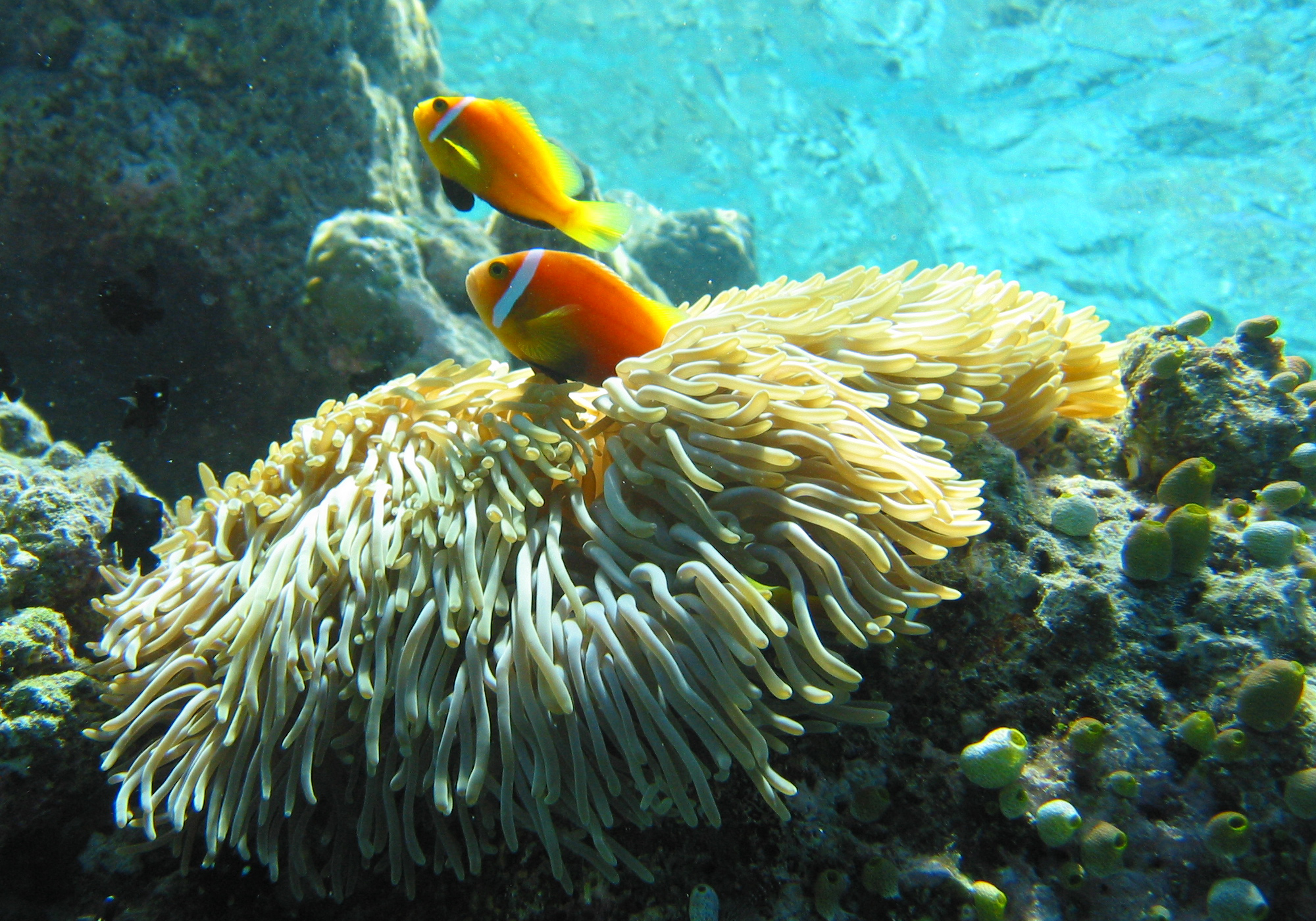
Peixe-palhaço maldivano (Amphiprion nigripes).
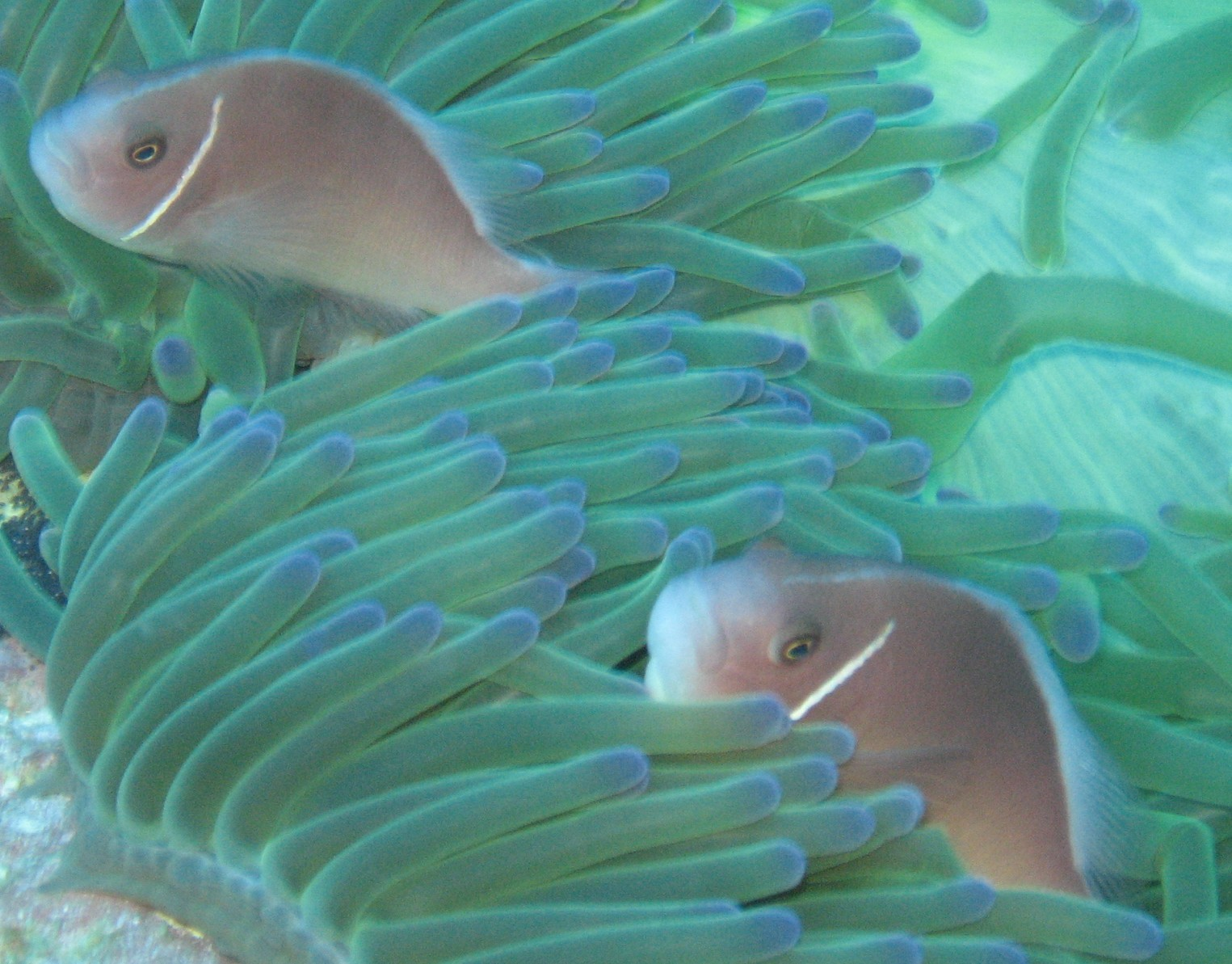
Peixe-palhaço rosa (Amphiprion perideraion).
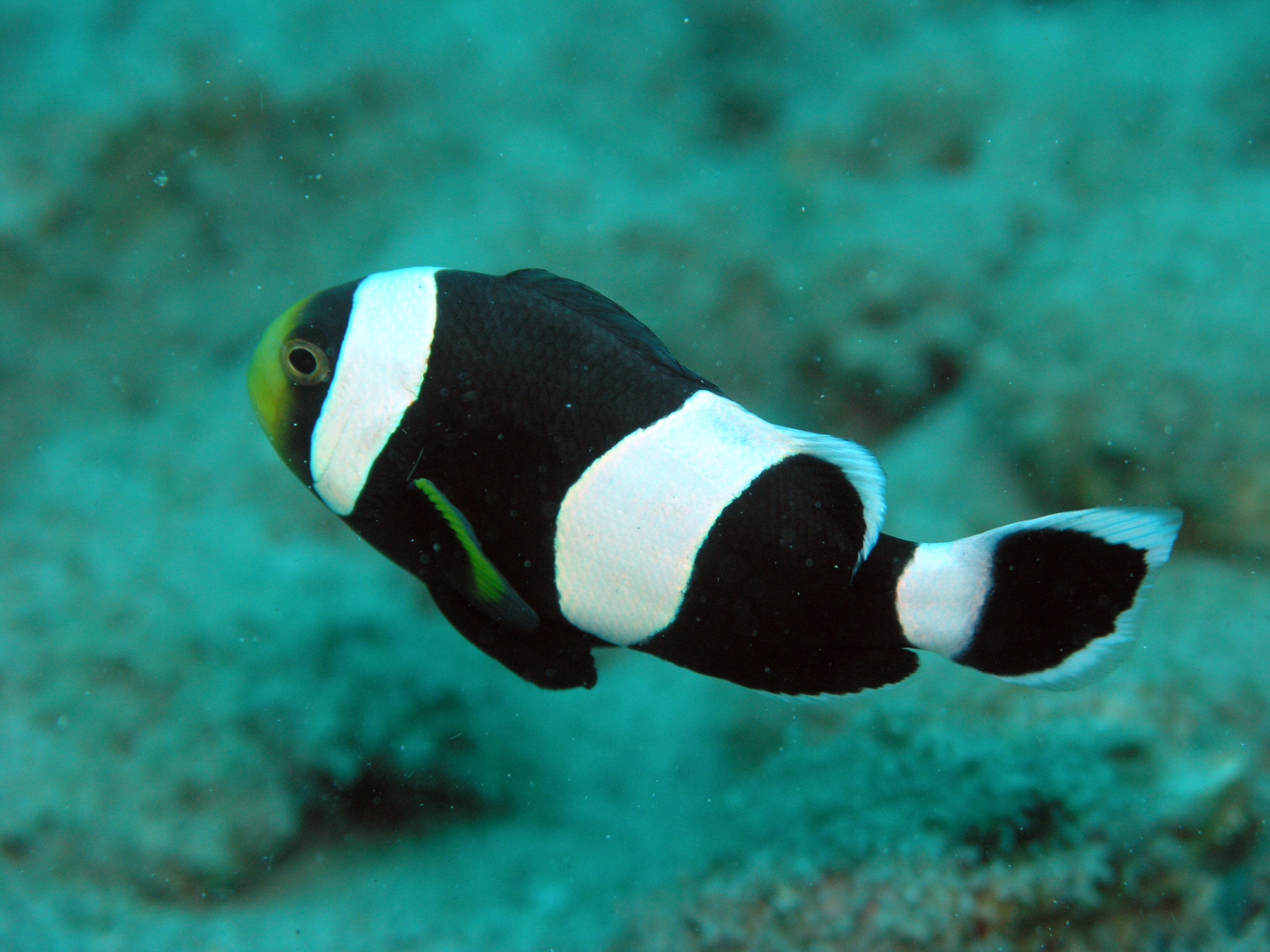
Peixe-palhaço de sela (Amphiprion polymnus) em  Sulawesi, Indonesia.
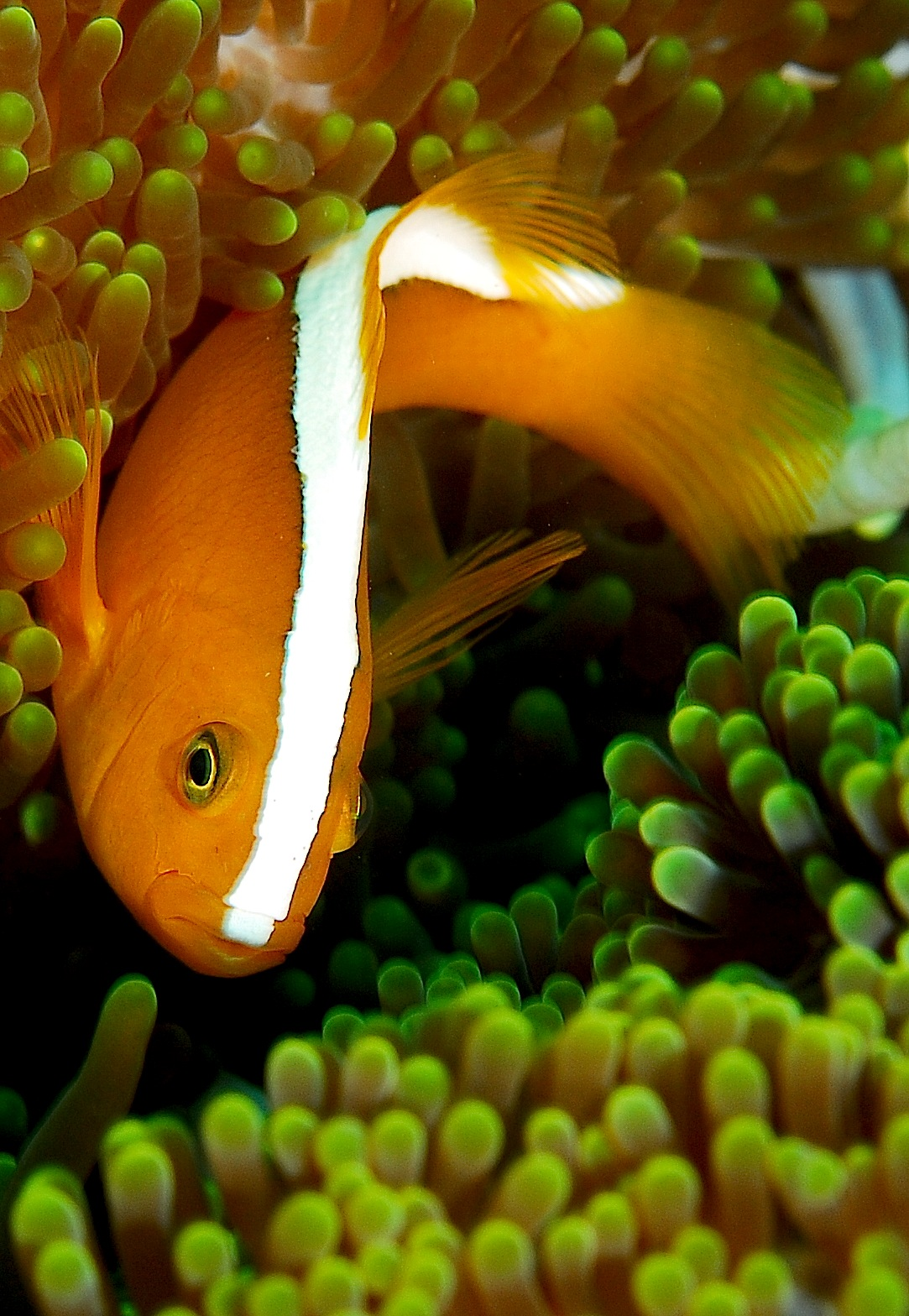
Peixe-palhaço amarelo (Amphiprion sandaracinos) e anêmona em Sulawesi, Indonesia.
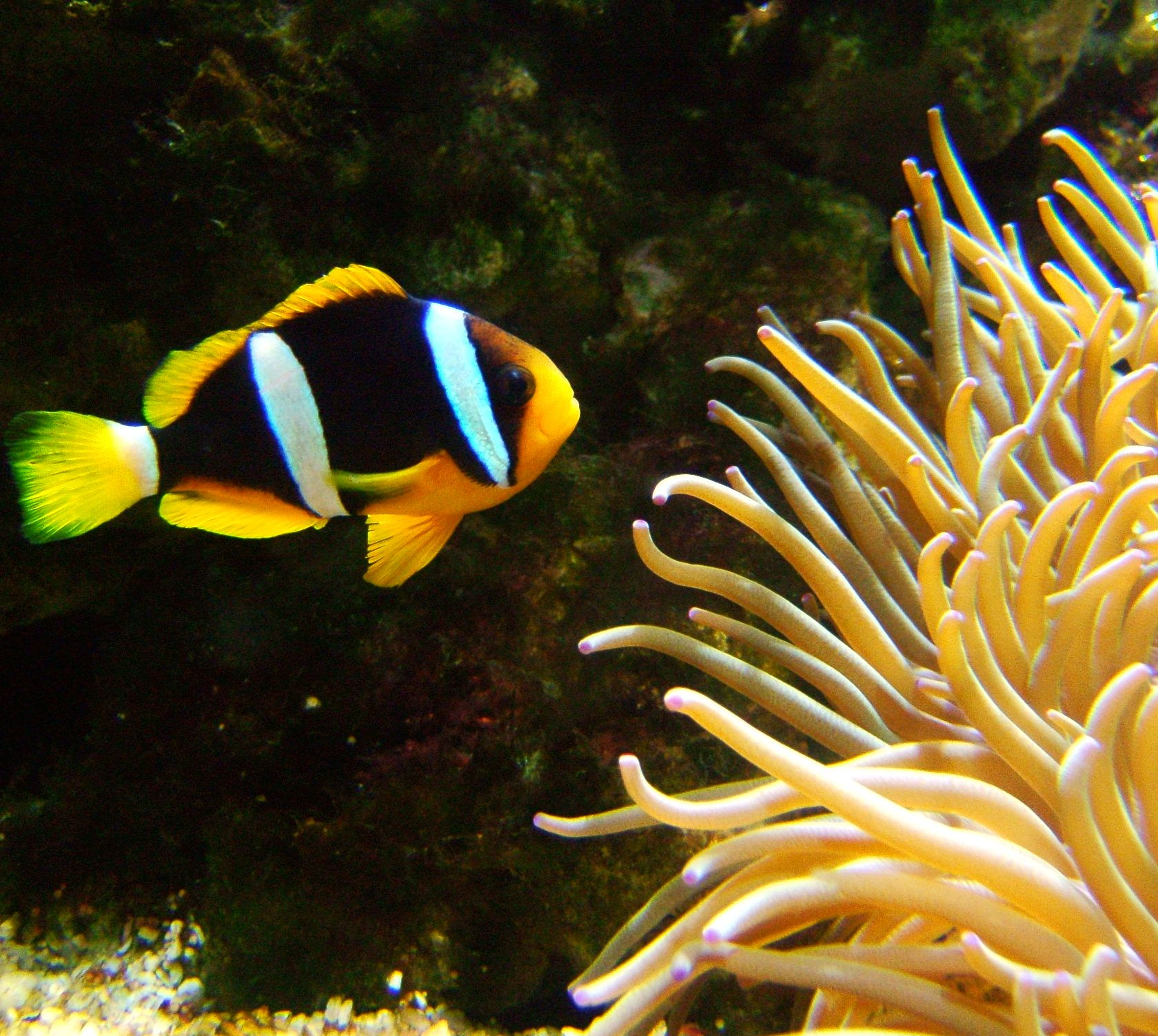
Peixe-palhaço de cauda amarela (Amphiprion clarkii) próximo á uma anêmona.
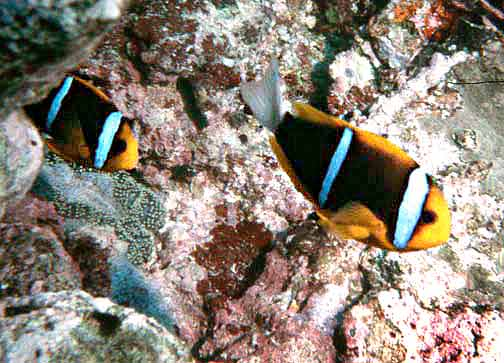
Peixe-palhaço de barbatana laranja (Amphiprion chrysopterus) a espécie se assemelha ao peixe-palhaço de cauda amarela, mas é possível identificar olhando a cauda branca.
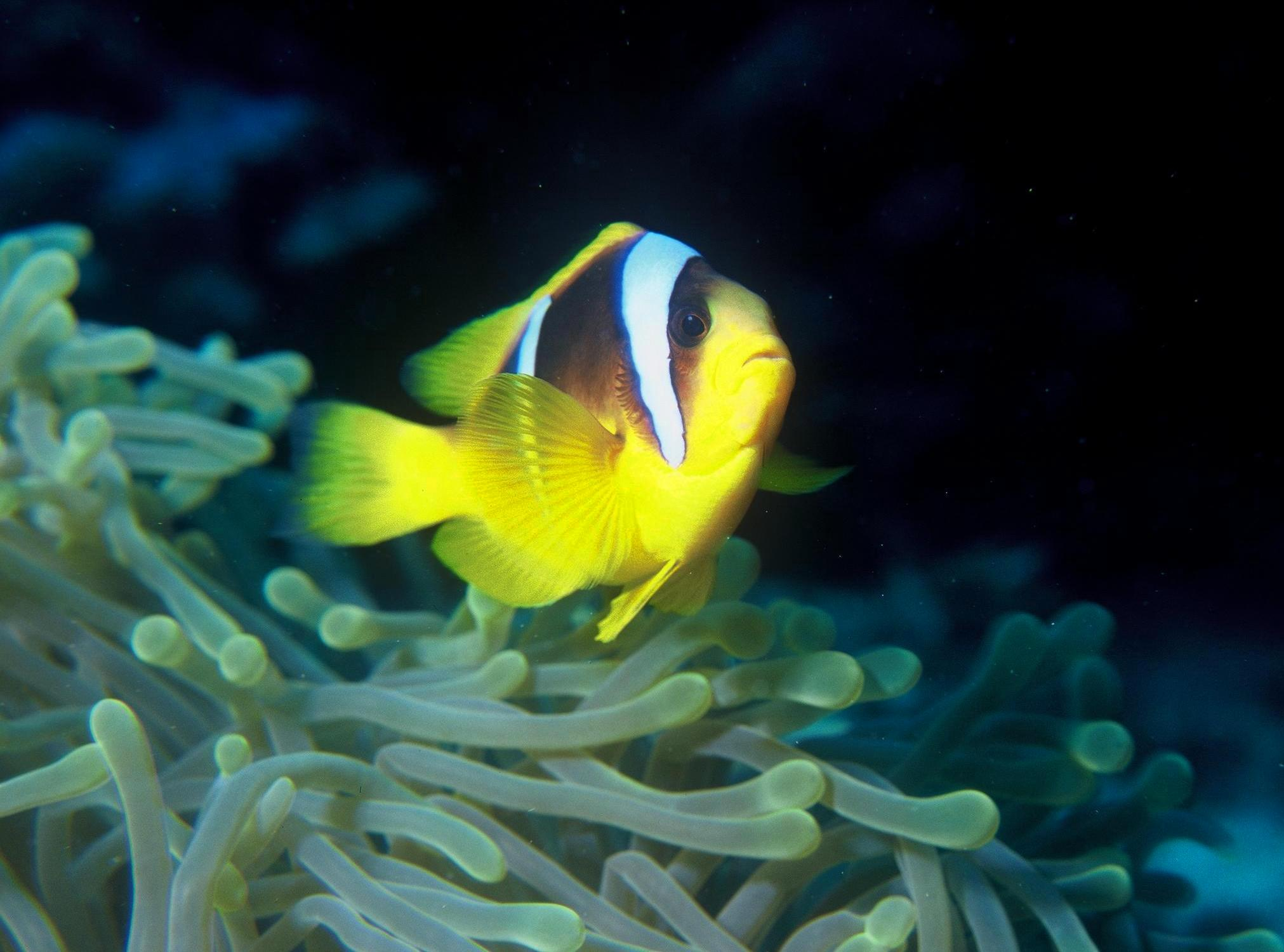
Peixe-palhaço do Mar Vermelho (Amphiprion bicinctus).
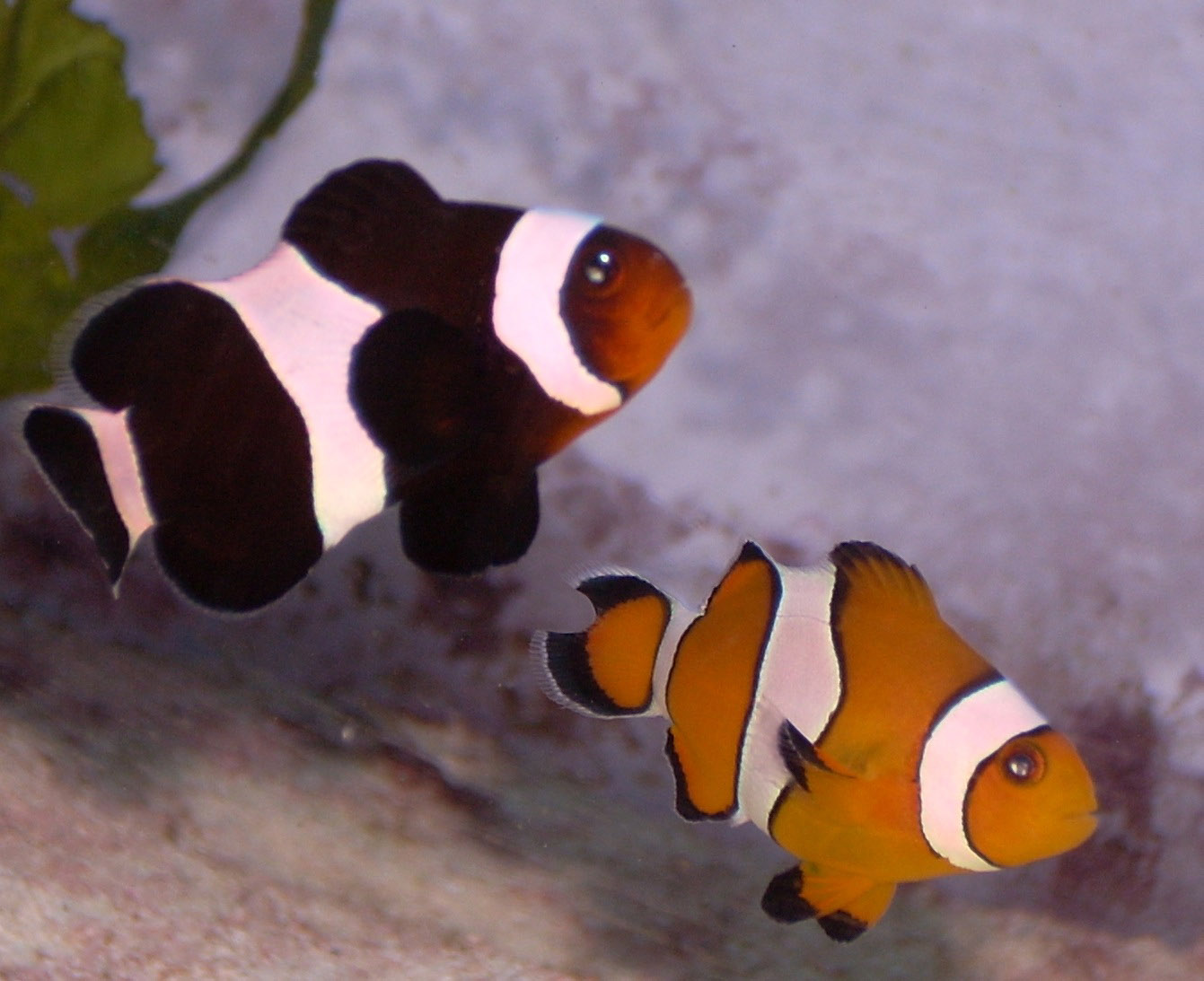
Peixe-palhaço comum (Amphiprion ocellaris) Pode ser encontrado em sua coloração laranja normal e na variação do melanismo.
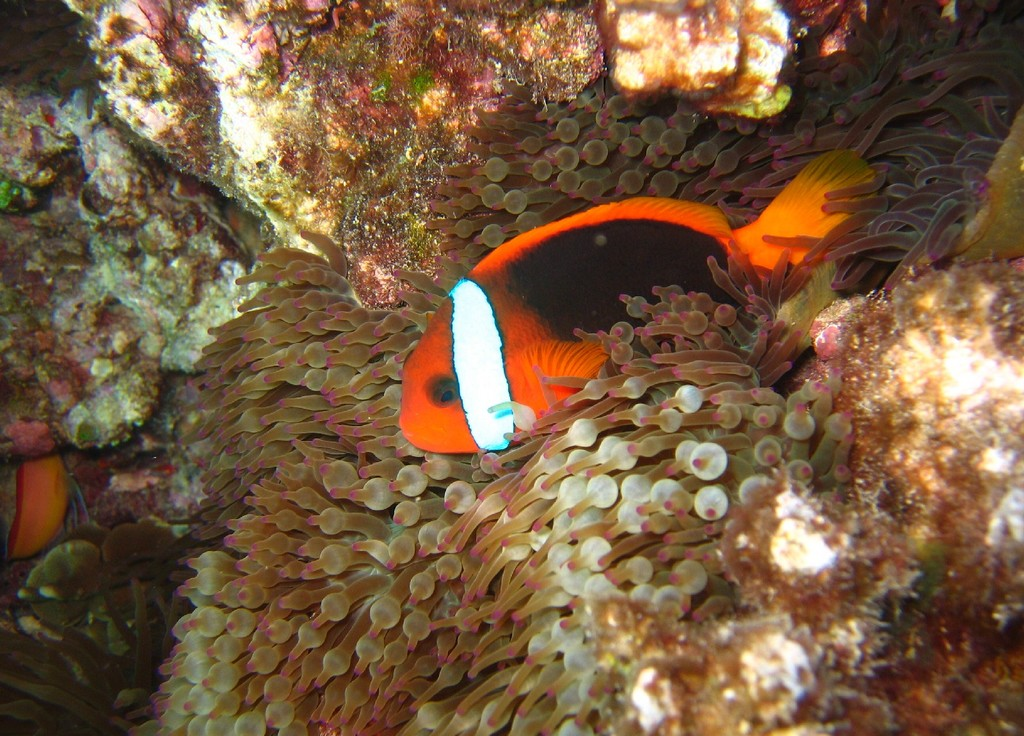
Peixe-palhaço fogo (Amphiprion melanopus) em uma anêmona na Grande Barreira de Corais.
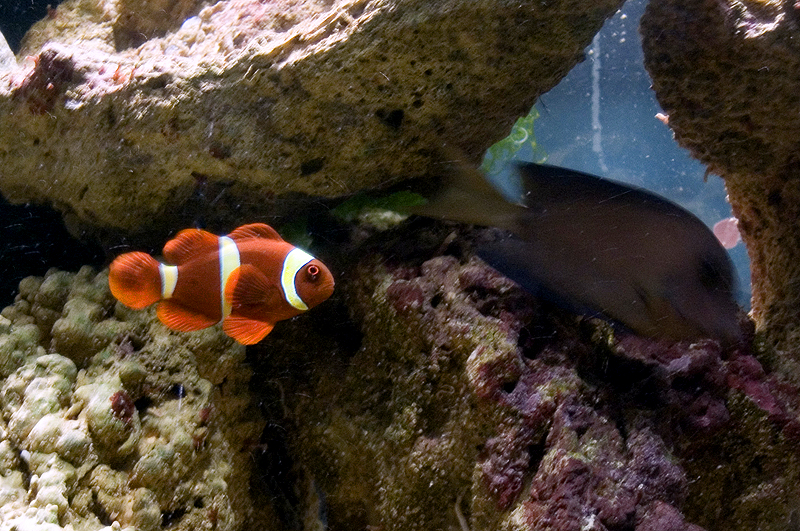
Peixe-palhaço de espinhos (Premnas biaculeatus), única espécie que pertence ao gênero Premnas.
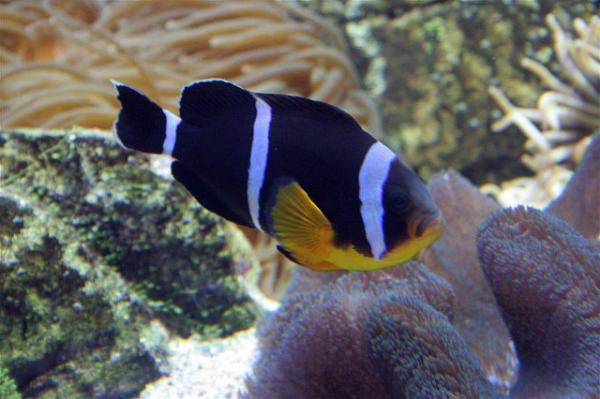
Peixe-palhaço mauriciano (Amphiprion chrysogaster) em aquário.
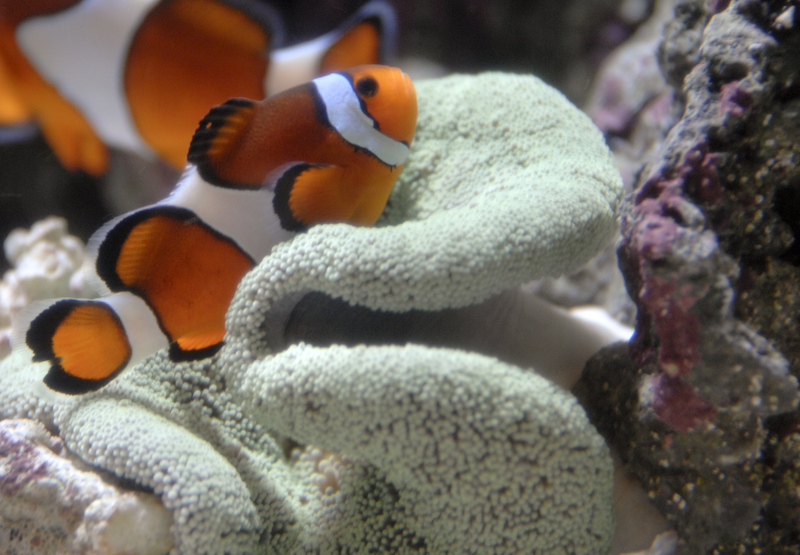
Amphiprioninae

### Monografias
- Gerald R. Allen, Anemonefishes : Their classification and biology, Neptune City, NJ, Tropical Fish Hobbyist Publications, 1972, 288 p. (OCLC 310721635)
- D.G Fautin et G. R. Allen, Field guide to anemonefishes and their host sea anemones, Perth, WA, Western Australian Museum, 1992 (ISBN 0730952169, lire en ligne)
- D.G Fautin et G.R. Allen, Field guide to anemonefishes and their host sea anemones : a guide for aquarists and divers, Perth, WA, Western Australian Museum, 1997, Revised edition (ISBN 0730983927)

### Artigos científicos
- Daphne Gail Fautin, "The Anemonefish Symbiosis: What is Known and What is Not", Symbiosis, n.º 10, 1991, p. 23-46 (ISSN 0334-5114 et 1878-7665)
- Jeff Ollerton, Duncan McCollin, Daphne G Fautin et Gerald R. Allen, "Finding NEMO: nestedness engendered by mutualistic organization in anemonefish and their hosts", Proceedings of the Royal Society B, n.º 1609, 22 février 2007, p. 591-598 (DOI 10.1098/rspb.2006.3758)

+Jack T. Moyer et Roger C. Steene, "Nesting Behavior of the Anemonefish Amphiprion polymnus", Japanese Journal of Ichtyology, vol. 26, no 2, 1979, p. 209-213
- John Godwin et Daphne G. Fautin, "Defense of Host Actinians by Anemonefishes", Copeia, vol. 1992, no 3, 18 août 1992, p. 902-908

### Obras generalistas
- J.S Nelson, Fishes of the world, Hoboken, John Wiley & Sons, Inc., 2006, 4e éd., 601 p. (ISBN 978-0-471-25031-9, LCCN 2005033605)
- Helmut Debelius et Rudie H. Kuiter, Atlas mondial des poissons marins, Paris, Ulmer, 2007 (ISBN 978-2-84138-296-5, OCLC 470740074, notice BnF no FRBNF41208815)
- P. Castro et M. Huber, Marine biology, McGraw-Hill, 2003 (ISBN 9780072937251, OCLC 470740074)
- Henriette Walter et Pierre Avenas, La Fabuleuse histoire du nom des poissons : Du tout petit poisson-clown au très grand requin blanc, Robert Laffont, 2011 (ISBN 978-2221113561, OCLC 779692713, notice BnF no FRBNF42555033)

### Outras publicações
- M. E. Bloch, J. G. Schneider et J.F. Hennig (desenhador), Systema ichthyologiae iconibus CX illustratum, 1801 (OCLC 7830344, DOI 10.5962/bhl.title.5750), p. 200-206
- Georges Cuvier, Le Règne animal distribué d'après son organisation : Les reptiles, les poissons, les mollusques et les annélides, t. II, 1817, p. 345-346
- Georges Cuvier et Achille Valenciennes, Histoire naturelle des poissons, 1830, p. 404-411
- R. Hertwig, Die Actinien der Challenger-Expedition, Jena, Gustav Fisher, 1882